# Kristen Connolly
Pour les articles homonymes, voir Connolly.
Kristen Nora Connolly, née le 12 juillet 1980 à Montclair, New Jersey est une actrice américaine.

## Biographie
Kristen Connolly est née le 12 juillet 1980 à Montclair, New Jersey. Elle a un frère, Will Connolly.
Elle a étudié l'art dramatique à Middlebury College et à Yale. 

### Carrière
Elle commence par faire de petites apparitions dans des séries télévisées new-yorkaises et obtient des rôles récurrents dans les soap opera Haine et Passion et As the World Turns en 2008 et 2009.
Elle établit sa notoriété internationale en jouant l'un des rôles principaux dans le film d'horreur La Cabane dans les bois, succès critique et commercial tourné en 2009 mais qui ne sort au cinéma qu'en 2012, avant d'enchaîner avec un autre film d'horreur, The Bay en 2012. 
Elle intègre en 2013 la distribution principale de la série télévisée House of Cards et tourne ensuite dans le film A Good Marriage, adaptation d'une nouvelle de Stephen King.
En 2014, elle joue la femme d'Houdini, dans la mini-série Houdini, l'illusioniste., après avoir fait ses adieux à House of Cards au milieu de la saison 2.
Entre 2015 et 2017, elle interprète la protagoniste Jamie Campbell dans les trois saisons de la série fantastique Zoo.
En 2019, elle tourne dans un épisode de Prodigal Son et trouve un rôle récurrent durant quelques épisodes de la série horrifique Evil, jusqu'en 2021.
En 2022, elle joue dans les séries New York, unité spéciale et Outer Range et au cinéma dans Eaux profondes d'Adrian Lyne, aux côtés d'Ana de Armas et Ben Affleck.

### Vie privée
Elle est mariée à Stephen O'Reilly. Ils ont deux enfants, un garçon et une fille.

## Filmographie

### Cinéma

#### Longs métrages
- 2003 : Le Sourire de Mona Lisa (Mona Lisa Smile) de Mike Newell : L'étudiante en histoire de l'art
- 2006 : iChannel de Craig DiFolco : iGirl
- 2008 : Phénomènes : La femme lisant sur un banc
- 2008 : Appelez-moi Dave de Brian Robbins : Une femme dehors
- 2008 : Les Noces rebelles (Revolutionary Road) de Sam Mendes : Madame Brace
- 2009 : Confessions d'une accro du shopping (Confessions of a Shopaholic) de Paul John Hogan : La fille en rose
- 2011 : Certainty de Peter Askin : Betsy
- 2012 : La Cabane dans les bois (The Cabin in the Woods) de Drew Goddard : Dana Polk
- 2012 : The Bay de Barry Levinson : Stephanie
- 2012 : Ex-Girlfriend d'Alexander Poe : Laura
- 2014 : Couple modèle (A Good Marriage) de Peter Askin : Petra Anderson
- 2014 : Worst Friends de Ralph Arend : Zoe
- 2022 : Eaux profondes (Deep Water) d'Adrian Lyne : Kelly Wilson
- 2025 : Honey Don't! d'Ethan Coen

#### Courts métrages
- 2011 : The Five Stage of Grief : Allison
- 2014 : A Mighty Nice Man de Jonathan Dee : La mère de Charlotte

### Télévision

#### Séries télévisées
- 2008 : New Amsterdam : Fanny
- 2008 : New York, section criminelle (Law and Order : Criminal Intent) : Miranda / Teresa
- 2008 : Haine et Passion (The Guiding Light) : Jolene
- 2008 - 2009 : As the World Turns : Josie Anderson
- 2009 : Life on Mars : Donna
- 2009 : Nurse Jackie : Madame Vogal
- 2009 : Mercy Hospital : Carey Whitlow
- 2011 : The Good Wife : Maggie Reeves
- 2013 - 2014 : House of Cards : Christina Gallagher
- 2014 : F to 7 : Sandy
- 2014 : Houdini, l'illusioniste (Houdini) : Bessie Houdini
- 2015 : The Whispers : Lena Lawrence
- 2015 - 2017 : Zoo : Jamie Campbell
- 2019 : Prodigal Son : Beth Saverstein
- 2019 - 2021 : Evil : Mira Byrd
- 2022 : New York, unité spéciale (Law and Order : Special Victims Unit) : Audrey O'Neill
- 2022 : Outer Range : Rebecca Abbott
- 2023 : Accused : Natalie Barnes

#### Téléfilms
- 2010 : Superego de Michael Tully : Josey
- 2017 : The Wizard of Lies de Barry Levinson : Stephanie Madoff